# Antônio Pedro de Carvalho Borges

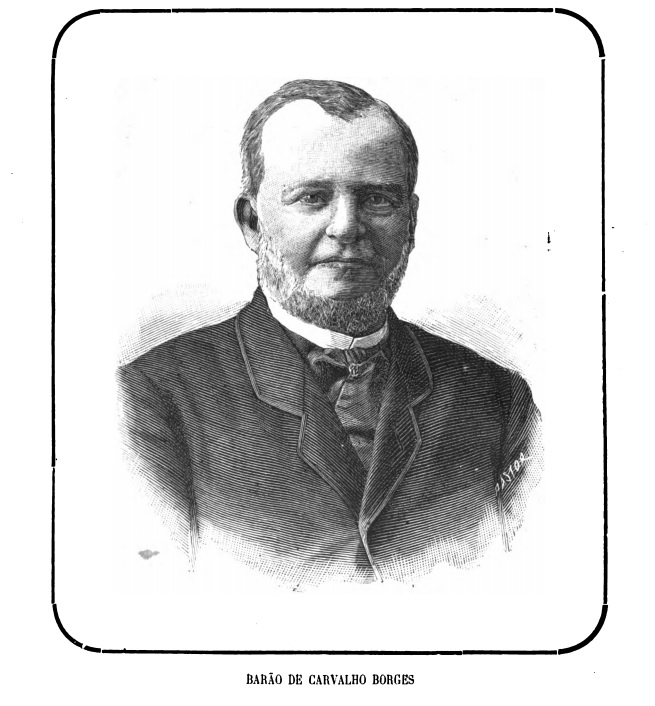
Retrato do Barão de Carvalho Borges na Ilustração Portuguesa, edição de 20 de julho de 1888.

Antônio Pedro de Carvalho Borges, primeiro e único barão de Carvalho Borges (Rio de Janeiro, novembro de 1824 — Lisboa, 13 de julho de 1888) foi um militar, matemático e diplomata brasileiro.
Filho de José Germano Borges da Silva, formou-se em matemática, casou-se com Emília de Barros Torreão. Ingressou na Marinha do Brasil, onde foi promovido a guarda-marinha, em 1841 e tenente em 1843. Transferido para o corpo de engenheiros em 1844, foi promovido a capitão em 1849, major em 1858, tendo sido demitido em 28 de dezembro de 1863.
Dirigiu missões diplomáticas na América do Sul desde 1859, havendo sido encarregado de negócios em Assunção (1861-1862) e ministro residente em Buenos Aires (a partir de 1867, durante a Guerra do Paraguai). Foi  ministro plenipotenciário em Washington (1871), Viena (1881) e Portugal (1884). Foi membro da comissão brasileira da Exposição da Filadélfia.
Agraciado cavaleiro da Imperial Ordem de São Bento de Avis e da Imperial Ordem de Cristo, oficial da Imperial Ordem da Rosa, agraciado barão em 31 de dezembro de 1881.